# Сито

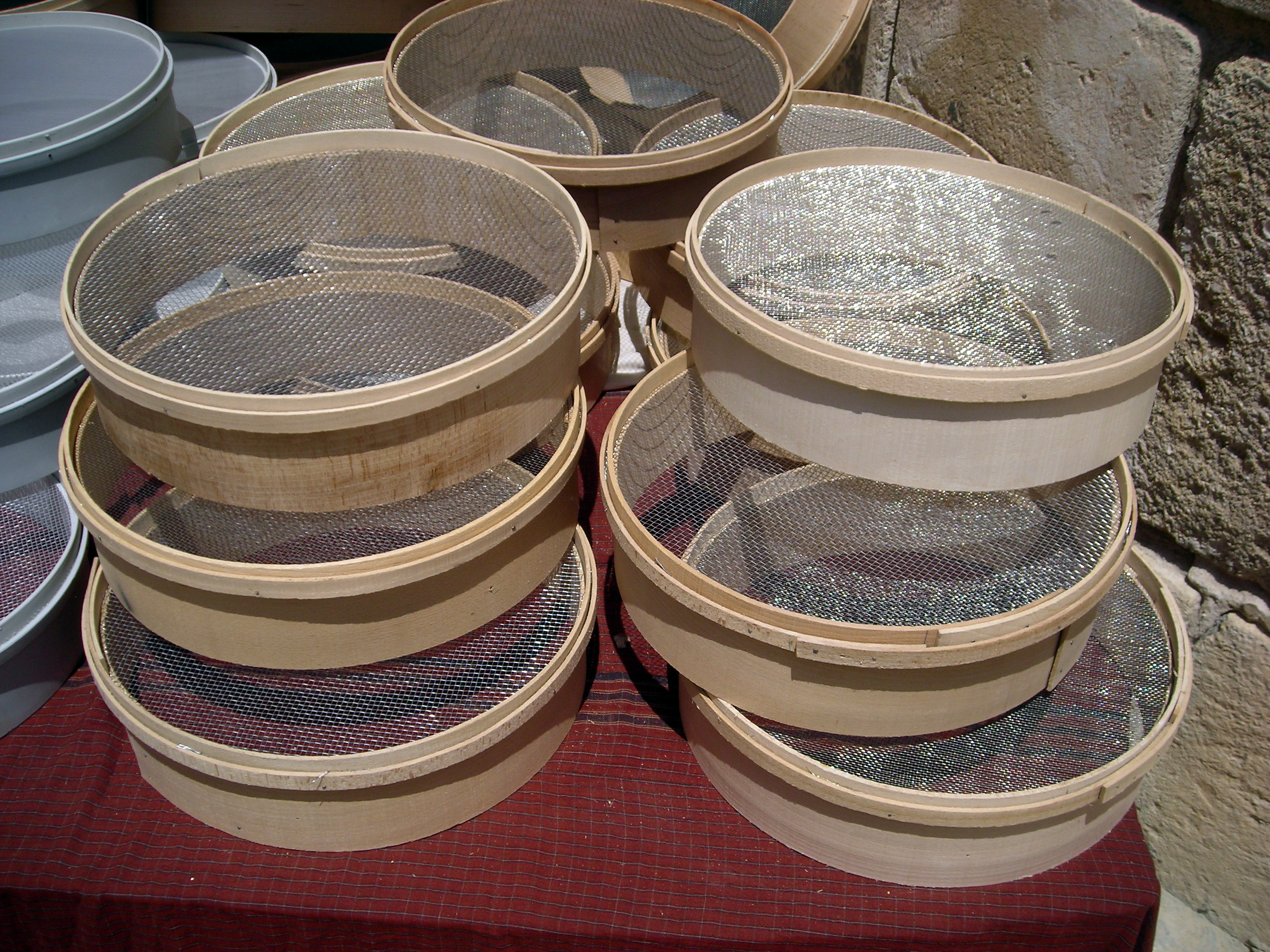
Сита

Си́то — инструмент для просеивания более мелких материалов (сыпучих масс: зёрен, круп, песка и тому подобное), по величине их частиц.
На Руси имелись другие названия: си́тце, ситко и си́течко (всё от слова «сеять»), решето. Небольшие ручные сита используют в быту и лабораториях. Машинное сито, не ручное — просевалка.

## Виды
Различают:
- самое крупное: гро́хоты;

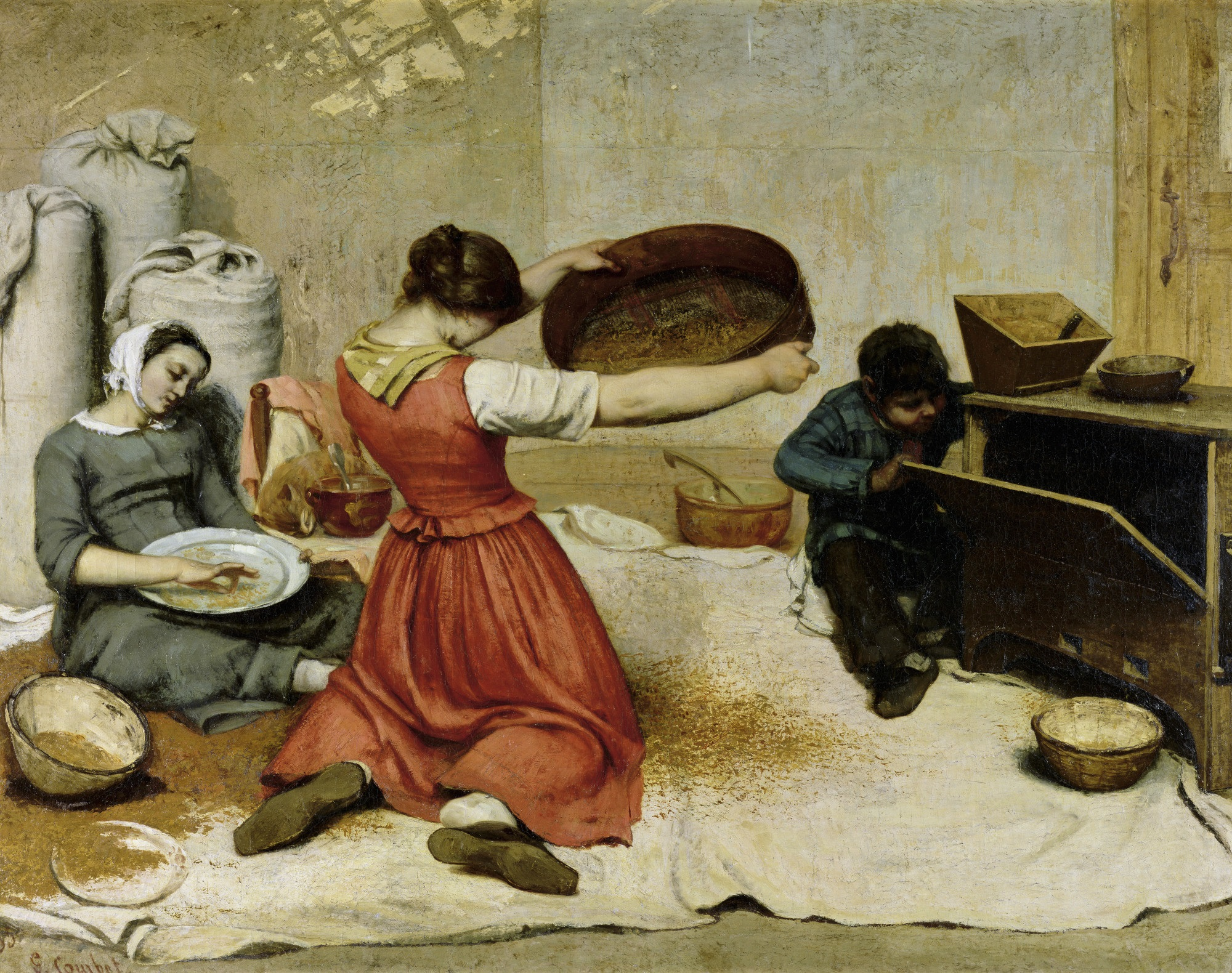
Гюстав Курбе. Веяльщицы. (1854)

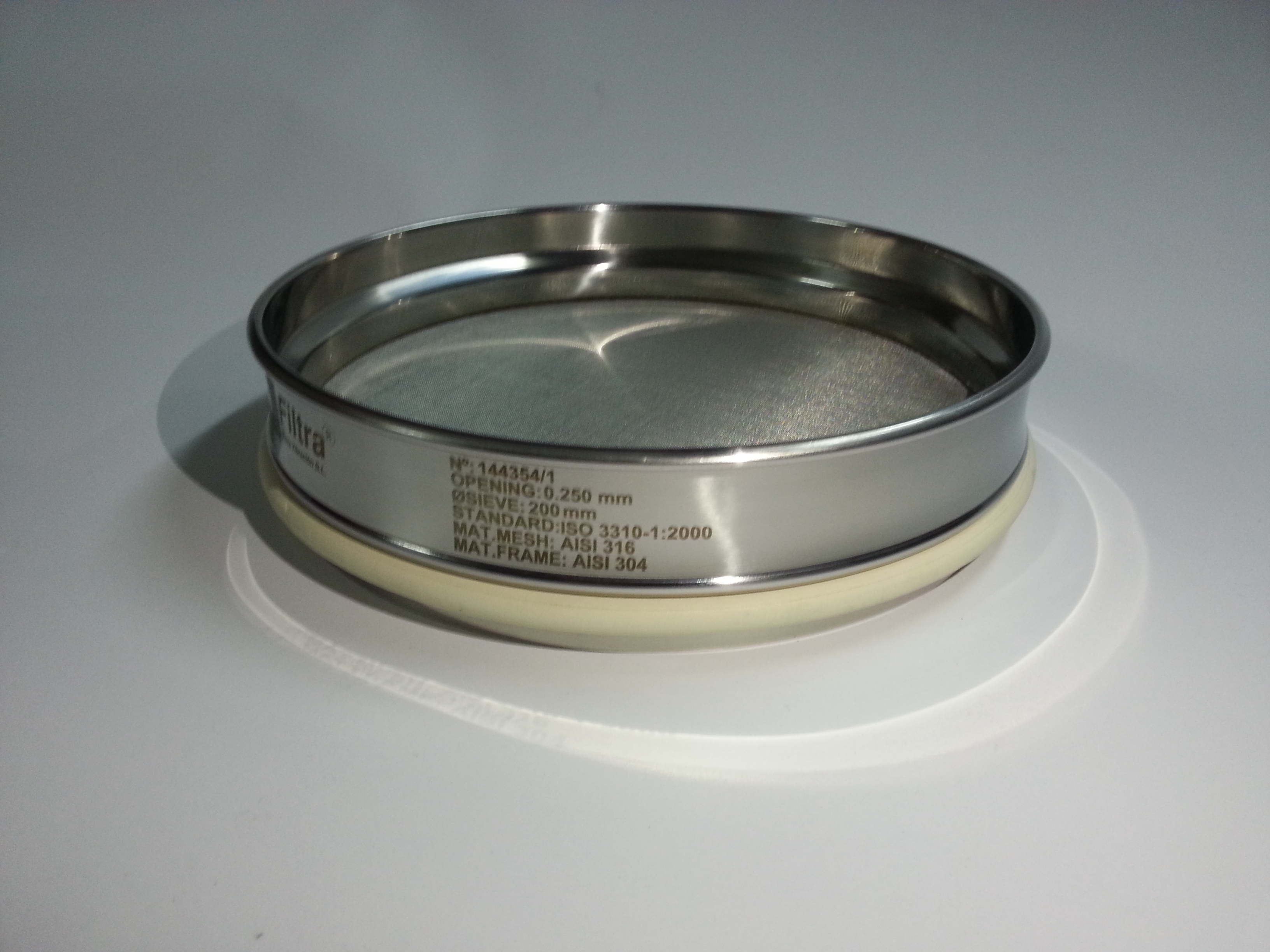
Сито для воздухоструйной просеивающей машины

- среднее: решето, состоит из обегайки и дна. Обегайка изготовляется из двух тонких и широких деревянных полос, который лучше всего делать из осины или ивы, сейчас изготавливается, чаще всего, из металла или пластмасс;
- мелкое, частое: сито[4].
- лабораторное сито[6]

### Промышленные
В промышленности различают плоские (вибрационные, качающиеся) и барабанные (вращающиеся) сита. Основные области применения промышленных сит: обогащение полезных ископаемых и переработка зерна в продовольственные и кормовые продукты на мукомольных и комбикормовых заводах, крупозаводах.

### Бытовые
Для просеивания муки и других сыпучих продуктов используется механическое сито в виде кружки с ручкой, в которой при нажатии на рычаг в действие приводится крутящий механизм, проталкивающий просеиваемый продукт сквозь сито.
Также используется разновидность сита — решето́, в котором размеры отверстия сетки более крупные. Решето представляет собой широкий обруч с натянутой с одной стороны сеткой (внешнее сходство с теннисной ракеткой).

### Сита для несыпучих продуктов
- Дуршлаг
- Чайное ситечко
- Стрейнер — барное ситечко

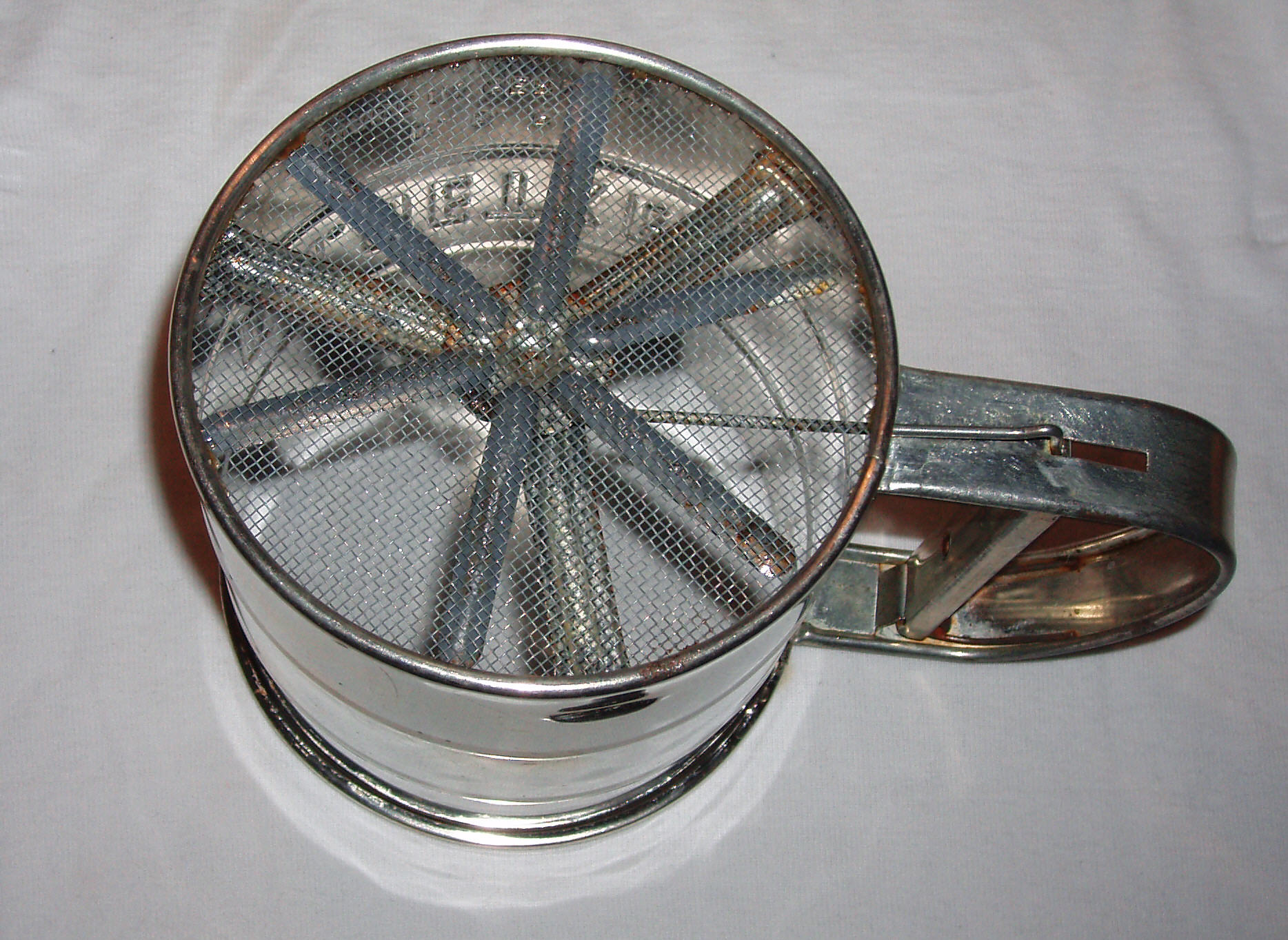
Механическое сито-кружка для просеивания муки (перевёрнуто)
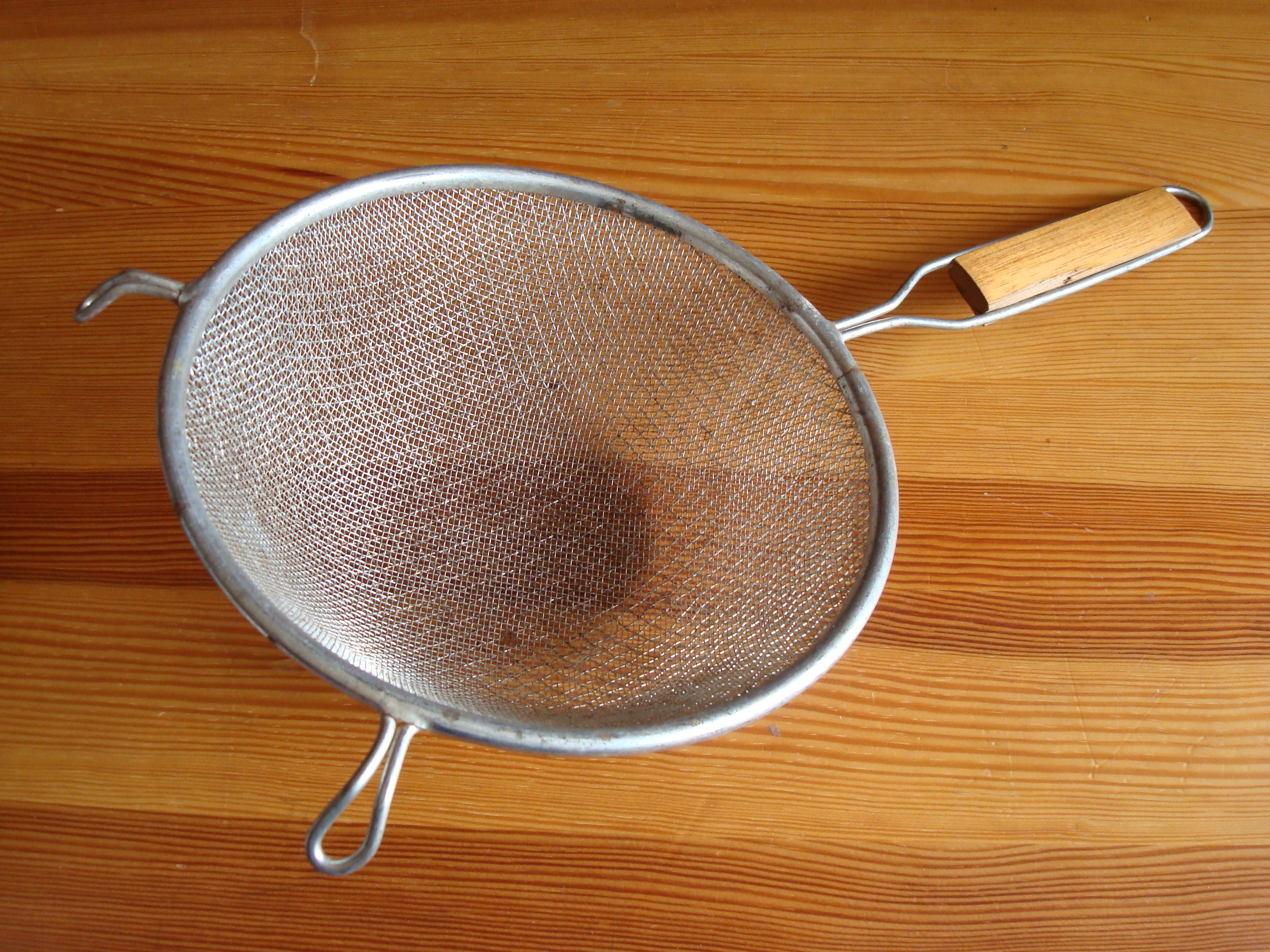
Кухонное сито
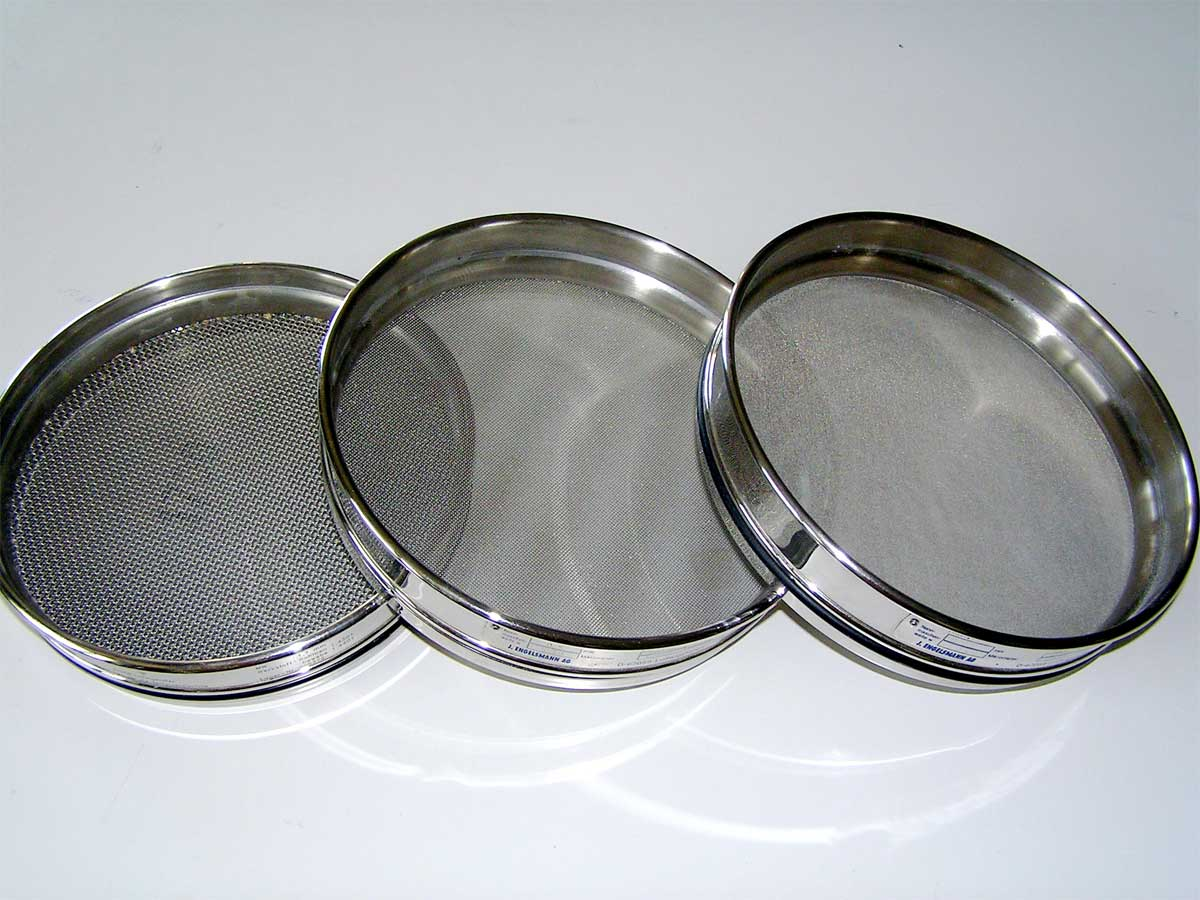
Лабораторные сита с разными размерами ячеек

## В культуре
- «Царские милости в боярское решето сеются».
- Обвинённая в нарушении обета целомудрия весталка Тукция доказала свою невинность, пронеся воду в решете.
- В романе «Двенадцать стульев» Остап Бендер выменял у Эллочки ситечко для чая на стул, где, по его мнению, могли быть спрятаны сокровища.